# Hypericum pseudobrathys
Hypericum pseudobrathys är en johannesörtsväxtart som beskrevs av Porphir Kiril Nicolai Stepanowitsch Turczaninow. Hypericum pseudobrathys ingår i släktet johannesörter, och familjen johannesörtsväxter. Inga underarter finns listade i Catalogue of Life.